# Mircea Andrei
Florin Mircea Andrei (n. 19 februarie 1964) este un politician român, senator în legislatura 2008 - 2012 pe listele PDL Dâmbovița.
A fost procuror al Parchetului de pe lângă Judecătoria Sectorului 3, dar a optat pentru avocatură în 1996.
Un an mai târziu a intrat și în politică
În februarie 2017, Mircea Andrei a fost executat silit prin sentința Tribunalului Pitești pentru o datorie neplătită față de Primăria București.

## Afilieri politice
A fost întâi membru al Alianței pentru România (ApR), în perioada 1997 - 2000. A trecut și prin PNL (2003-2005), dar a ratat intrarea în Parlament după ce a fost exclus de pe listele de candidați la Camera Deputaților pentru județul Gorj.
Ulterior s-a înscris în PDL În 2008, el a fost ales senator pe listele PDL Dâmbovița.

## Activitate parlamentară
În cadrul activității sale parlamentare, Mircea Andrei a fost membru în grupurile parlamentare de prietenie cu Republica Venezuela, Federația Rusă, Ungaria și Republica Peru. Mircea Andrei a inițiat 23 de propuneri legislative, din care 3 au fost promulgate legi.

## Casa de avocatură și acuze de corupție
Deține casa de avocatură „Mircea Andrei și Asociații” prin intermediul căreia a derulat diverse contracte cu statul după 2008, când a devenit senator.
Portalul anticorupție România Curată a dezvăluit în decembrie 2012, după doi ani de procese cu Electrica SA, că firma sa încheiase la data de 16 februarie 2010 un contract de 250.000 de euro (fără TVA), care se plăteau în schimbul unor servicii de consultanță juridică.

## Legături externe
- Mircea Andrei la senat.ro